# Angela Bofill
Angela Tomasa Bofill (The Bronx (New York), 2 mei 1954 – Vallejo (Californië), 13 juni 2024) was een Amerikaanse r&b-zangeres.

## Jeugd
Angela Bofill was de dochter van een Cubaanse vader en een Puerto Ricaanse moeder en studeerde aan de Manhattan School of Music. Vervolgens zong ze als soliste in het New York Dance Theater of Harlem Chorus.

## Carrière
Dankzij de bemiddeling van Dave Valentine publiceerden de producenten Dave Grusin en Larry Rosen in 1978 Bofills eerste album Angie met de hit This Time I'll be Sweeter bij GRP Records. De fijngevoelige mix uit r&b, soul, jazz, latin en popmuziek werd snel bekend. Ze had een imponerende 2½ octaven stem en liet haar voorliefde voor Latijns-Amerikaanse muziek doorschemeren. Tot 1985 had ze regelmatig hits in de r&b-hitlijst, meestal geproduceerd door Narada Michael Walden. Het hoogtepunt was de single Too Tough (1983) uit het gelijknamige album, die een 5e plaats in de r&b-hitlijst en een 2e plaats in de dancehitlijst bereikte. Nog in hetzelfde jaar werd ze genomineerd als beste R&B-zangeres voor de American Music Awards. Voor het album Tell Me Tomorrow werkte ze samen met de fusion-pionier en producent George Duke. In 1988 volgde na een onderbreking haar op een na grootste succes met I Just Wanna Stop (12e plaats). Daarna had ze geen enkele hit meer. Twee albums in de jaren 1990 waren amper succesvol. Tijdens de daarop volgende jaren trad ze met voorrang op in toneelstukken zoals God Don't Like Ugly en Whats a Man Wants, What a Man Needs. Bovendien werkte ze in de loop van haar carrière onder andere met Dizzy Gillespie, Cannonball Adderley, Herbie Hancock en Stanley Clarke. In 1995 was ze als achtergrondzangeres te horen op het album Take Me Higher van Diana Ross.

## Ziekte
Naar aanleiding van een beroerte, die een linkszijdige verlamming en een beschadiging van het spraakcentrum veroorzaakte, moest ze noodgedwongen haar carrière in 2006 beëindigen. Weken later vond een benefietconcert plaats, opdat de onverzekerde zangeres haar doktersrekeningen kon betalen. Tijdens het daarop volgende jaar kreeg ze weer een beroerte. Tijdens een langdurige therapie gaf Bofill pas weer in november 2009 interviews. In mei 2010 volgde de show The Angela Bofill Experience, waarin haar songs werden vertolkt door de zangeres Maysa. Bofill zelf was ook weer op het podium te zien, maar bracht uit hoofde van haar altijd nog beperkte gezondheidstoestand slechts anekdoten van haar liederen ten gehore.
Bofill overleed op 13 juni 2024 op 70-jarige leeftijd.

## Discografie
GRP Records
- 1978: Angie
- 1979: Angel of the Night

Arista Records
- 1981: Something About You
- 1983: Too Tough
- 1983: Teaser
- 1984: Let Me Be the One
- 1985: Tell Me Tomorrow

Capitol Records
- 1988: Intuition

Jive Records
- 1993: I Wanna Love Somebody

Shanachie
- 1996: Love in Slow Motion

Black Angel
- 2006: Live from Manila

- Bibliothèque nationale de France: cb139735867 (data)
- Gemeinsame Normdatei: 1062583728
- International Standard Name Identifier: 0000 0000 8092 0368
- Library of Congress Control Number: n91025898
- MusicBrainz: 03282c56-8a24-42f4-8bfc-96188933aefa
- Nationale Bibliotheek van Tsjechië: xx0167547
- Nederlandse Thesaurus van Auteursnamen: 072858273
- Virtual International Authority File: 12499224
- WorldCat: E39PBJvRWvHwGr8jGMBtb37PwC